# Les Enfants de la veuve
Les Enfants de la veuve est un roman de fantasy écrit par Henri Lœvenbruck. Il est le troisième tome de sa trilogie Gallica. Il est la suite de La Voix des Brumes. Il a été édité en France aux éditions Bragelonne en 2005.

## Éditions
- Édition grand format : Bragelonne, 2005  (ISBN 2-915549-15-X).